# 아우베르투 바키나

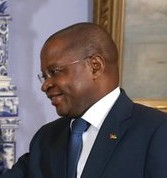

아우베르투 바키나(포르투갈어: Alberto Vaquina, 1961년 7월 4일 ~ )는 모잠비크의 정치인으로 2012년부터 2015년까지 총리를 지냈다. 2012년 10월 8일 아르만두 게부자 대통령이 그를 총리로 지명했으며, 이로서 개각 차원으로 경질된 아이르스 알리의 후임 총리가 되었다.
그는 2010년부터 2012년까지 테치 주의 주지사를 역임한 바 있다.